# TV Anhanguera Jataí
TV Anhanguera Jataí é uma emissora de televisão brasileira com sede em Jataí, GO. Opera no canal 2 (34 UHF digital), e é afiliada à TV Globo. É uma das redes de transmissão regionais da TV Anhanguera em Goiás, que tem a central localizada em Goiânia.

## História
Foi inaugurada em 2005, sendo a sétima emissora de televisão do Grupo Jaime Câmara no interior de Goiás. Sua área de cobertura abrange parte dos municípios do Sudoeste Goiano, enquanto outra parte é coberta pela TV Anhanguera Rio Verde.
No dia 24 de outubro de 2012, a Rede Anhanguera lançou a nova logomarca, com traços semelhantes aos da TV Globo. Na ocasião, todas as emissoras da rede no interior de Goiás seguiram o exemplo das emissoras tocantinenses (Araguaína, Gurupi e Palmas) e da emissora da capital Goiânia, passando a adotar o nome TV Anhanguera.

## Jornalismo
O departamento de jornalismo da emissora produz dois blocos no Jornal Anhanguera - 1ª edição (de um total de 16min) e um bloco apenas no 2ª edição (de um total de 5min). O responsável pelo departamento é o jornalista Valdeni Alves.

## Sinal
- Caiapônia - 8 analógico / 34 digital
- Jataí - 2 analógico / 34 digital
- Mineiros - 8 analógico / 34 digital
- Palestina de Goiás - 11 analógico
- Perolândia - 25 analógico
- Portelândia - 11 analógico

## Sinal digital
| Canal virtual | Canal digital | Resolução de tela | Programação                                          |
| ------------- | ------------- | ----------------- | ---------------------------------------------------- |
| 2.1           | 34 UHF        | 1080i             | Programação principal da TV Anhanguera Jataí / Globo |

Transição para o sinal digital
Com base no decreto federal de transição das emissoras de TV brasileiras do sinal analógico para o digital, a TV Anhanguera Jataí cessou suas transmissões pelo canal 2 VHF em 31 de julho de 2021.

## Ligações Externas
- «Sítio oficial»
- «G1 Goiás». (notícias)
- «GE Goiás». (esportes)
- Atlas de cobertura - TV Anhanguera Jataí